# Overload (singel)
Overload – pierwszy singel brytyjskiej grupy muzycznej Sugababes promujący debiutancki album One Touch.

## Lista utworów
| #                      | Title                       | Time |
| ---------------------- | --------------------------- | ---- |
| Brytyjski CD singel    |                             |      |
| 1.                     | "Overload"                  | 4:35 |
| 2.                     | "Lush Life"                 | 4:41 |
| 3.                     | "Overload" [Instrumental]   | 4:19 |
| Europejski CD singel   |                             |      |
| 1.                     | "Overload"                  | 4:35 |
| 2.                     | "Lush Life"                 | 4:41 |
| Australijski CD singel |                             |      |
| 1.                     | "Overload"                  | 4:35 |
| 2.                     | "Lush Life"                 | 4:41 |
| 3.                     | "Overload" [Cappalie Remix] | 8:06 |
| 4.                     | "Overload" [Instrumental]   | 4:19 |